# Vinte e Cinco, Vinte e Um
Vinte e Cinco, Vinte e Um (hangul: 스물다섯 스물하나; rr: Seumuldaseot Seumulhana; en: Twenty-Five Twenty-One) é uma série de televisão sul-coreana de 2022 dirigida por Jung Ji-hyun e estrelada por Kim Tae-ri, Nam Joo-hyuk, Bona, Choi Hyun-wook e Lee Joo-myung. A série retrata a vida de cinco personagens durante o período de 1998 a 2021. Estreou na tvN em 12 de fevereiro de 2022 e foi ao ar todos os sábados e domingos. A série também está disponível no serviço de streaming Netflix em países selecionados.
A série foi um sucesso comercial e se tornou um dos dramas mais bem avaliados da história da televisão a cabo coreana.

## Enredo
Em uma época difícil em que os sonhos parecem fora de alcance, uma jovem esgrimista permanece firme em suas ambições e conhece um jovem que busca reconstruir sua vida. Aos 22 e 18 anos, pela primeira vez eles falaram seus nomes um para outro; e aos 25 e 21 anos, eles se apaixonaram.
Em 1998, Na Hee-do (Kim Tae-ri) faz parte da equipe de esgrima escolar na Seonjung Girls'High School, mas devido à crise do FMI, a equipe é dissolvida. Para continuar perseguindo sua paixão, ela se transfere para a Escola Taeyang e mais tarde consegue se tornar um membro da Equipe Nacional de Esgrima. A família de Baek Yi-jin (Nam Joo-hyuk) vai de "riquezas a trapos" e está separada devido à crise financeira. Ele é forçado a entrar em diversos empregos de meio período e mais tarde se torna um repórter esportivo.
Os detalhes dessa história são revelados ao telespectador por Kim Min-chae (Choi Myung-bin), filha de Na Hee-do (Kim Tae-ri), que após abandonar o balé e "fugir" para a casa de sua avó, se depara com o diário de sua mãe, através do qual a história é então contada.

## Elenco e personagens

### Núcleo Principal
- Kim Tae-ri como Na Hee-do
  - Kim So-hyun como Na Hee-do (adulta) [4]
  - Ock Ye-rin como Na Hee-do (criança)

Um prodígio da esgrima, mas ainda não atingiu seu potencial máximo como tal. Ela idolatrava Go Yoo-rim e se transferiu para sua escola especificamente para treinar com ela.
- Nam Joo-hyuk como Baek Yi-jin

Um jovem trabalhador cuja família faliu durante a crise do FMI . Como tal, ele se muda por conta própria na tentativa de reconstruir sua vida, apesar dos cobradores de dívidas baterem à sua porta o tempo todo.
- Bona como Go Yoo-rim
  - Kyung Da-eun como Go Yoo-rim (criança)

Uma medalhista de ouro de esgrima do ensino médio que Hee-do idolatra, e sua maior rival.
- Choi Hyun-wook como Moon Ji Woong

Colega de classe de Na Hee-do e o garoto mais popular da escola.
- Lee Joo-myung como Ji Seung-wan[9]

A presidente da classe e amiga de infância de Moon Ji-woong.

### Núcleo de Suporte

#### Personagens próximos de Na Hee-do
- Seo Jae-hee como Shin Jae-kyung

A mãe de Na Hee-do e a principal âncora do noticiário.
- Kim Hye-eun como Yang Chan-mi

A treinadora da equipe de esgrima que desfrutou de muitas honras como medalhista de ouro na esgrima. Ela já aceitou suborno e ainda se sente traída por sua amiga Jae-kyung, que cobriu a história como repórter de campo.
- Choi Myung-bin como Kim Min-chae

Filha de Na Hee-do. Ela é uma bailarina que desistiu e fugiu para a casa de sua avó, mais tarde encontrando o diário de sua mãe que narra sua adolescência.

#### Personagens próximos de Baek Yi Jin
- Park Yoon-hee como Baek Seong-hak

Baek Yi-jin e pai de Yi-hyun, que está endividado devido à crise do FMI.
- Kim Young-sun como a mãe de Baek Yi-jin[13]
- Park Jun-pyo como tio materno de Baek Yi-jin

Foi ele quem aceitou a família de Yi-jin, que não tinha para onde ir após a falência.
- Kim Nam-i como tia de Yi-jin
- Choi Min-young como Baek Yi-hyun

irmão mais novo de Baek Yi-jin.

### Outros
- Jang Jun-hyun como diretor da Han River C&T, um conhecido de Yi-jin.
- Lee Chan-jong como repórter no UBS e sênior de Baek Yi-jin.

#### Família de personagens principais
- So Hee-jung como a mãe de Ji Seung-wan

Ela é a senhoria de Baek Yi-jin.
- Heo Jin-na como a mãe de Go Yoo-rim

Ela administra um pequeno restaurante.
- Kim Dong-gyun como o pai de Go Yoo-rim

Ele é um entregador profissional.

#### Clube de esgrima da Taeyang High School
- Jo Bo-young como Lee Ye-ji[17]

Aluno do 1º ano do ensino médio.
- Lee Ye-jin como Park Han Sol

Aluno do 1º ano do ensino médio.
- Moon Woo-bin como Kang Ji-soo

Aluno do 3º ano do ensino médio.
- Bang Eun-jung como Lee Da-seul

Aluno do 3º ano do ensino médio.

### Aparições Especiais
- Lee Joong-ok como treinador de Na Hee-do no Clube de Esgrima de sua antiga escola.
- Jung Yu-min como Hwang Bo-mi, uma estudante de Iljin da Seonjung Girls' High School.
- Choi Tae-joon como Jeong Ho-jin, representante nacional de esgrima.
- Yoon Joo-man como Park PD.
- Jeon Soo-hwan como o entrevistador Han River C&T.
- Song Jae-jae como apresentadora da entrevista Han River C&T.
- Hong Eun-jung como candidata a emprego Han River C&T.
- Goo Ja-geon como candidato a emprego Han River C&T.
- Choi Gyo-sik como residente local.
- Son Young-go como uma velha no ônibus.
- Ok Joo-ri como dono de uma loja local.
- Jeon Se-yong como um homem que se parece com o pai de Yi-jin.

### Estreia
Vinte e Cinco, Vinte e Um estreou em 12 de fevereiro de 2022 e foi transmitida todos os sábados e domingos às 21:10 (KST).

## Produção

### Anúncio
Em 7 de setembro de 2021, o elenco principal da série foi confirmado como Kim Tae-ri, Nam Joo-hyuk, Bona, Choi Hyun-wook e Lee Joo-myung. É a primeira aparição de Kim Tae-ri na televisão após um hiato de três anos. Ela estrelou pela última vez em Mr. Sunshine em 2018.

### Filmagem
As filmagens da série começaram em 7 de setembro de 2021. A série é ambientada em Ahyeon-dong, Distrito de Mapo, Seul e é filmada em Jeonju, Seohak-dong, Vila Jeonju Hanok, no dormitório da Universidade Nacional de Jeonju e no Centro Nacional de Patrimônio Imaterial.

#### Infecção por COVID-19
Em 2 de março de 2022, foi confirmado que a atriz Kim Tae-ri havia sido infectada com COVID-19 desde 26 de fevereiro de 2022, fazendo com que as filmagens fossem interrompidas, com as filmagens previstas para retomar após sua recuperação. A transmissão continuou normalmente. Em 3 março de 2022, foi confirmado que o ator Choi Hyun-wook havia testado positivo para COVID-19. Kim e Choi entraram em isolamento de acordo com as diretrizes da Autoridade de Quarentena.

## Recepção

### Avaliações
Durante as oito semanas de transmissão, os nomes Twenty-Five Twenty-One, Kim Tae-ri e Nam Joo-hyuk mantiveram nos primeiros lugares em rankings de popularidade de drama e atores conduzidos pela Good Data Corporation. A série também ficou em primeiro lugar na audiência em todos os seus 16 episódios na Coreia do Sul. Além disso, ele apareceu no "Global Top 10" da Netflix (edição não inglesa), uma lista semanal dos programas internacionais mais assistidos da Netflix, por 10 semanas consecutivas (a partir da semana que termina em 1º de maio de 2022). O sucesso do drama foi atribuído à sua vibe "retro-sentimental" que foi apresentada através do uso de objetos, roupas e locais que remetem a década de 1990. Também foi afirmado que a série conseguiu criar a empatia aos espectadores, pois retrata as lutas do período do FMI na Coreia e a pandemia COVID-19 em curso.
Pierce Conran, em sua crítica para o South China Morning Post, afirmou que o show tinha "um tema atraente, uma história que é bem contada, grande atuação e encenação inteligente e edição". Daly, da NME, descreveu o drama como "um mergulho nostálgico nas memórias da juventude e no valor dos sonhos".

### Impacto comercial
A popularidade da série levou ao reconhecimento global da atriz Kim Tae-ri, que foi declarada ter emergido como "Primeiro Amor da Nação". Foi notavelmente popular entre os ídolos do K-pop com Jungkook, do BTS, Karina, do Aespa, Yeri, do Red Velvet, Sooyoung, do Girls Generations, Lisa, do Blackpink, revelando que assistiram ao drama e recomendando para seus fãs. O ator Gong Yoo também revelou que assistiu ao drama e recomendou aos seus fãs que assistissem My Liberation Notes.
Após a conclusão do drama, o Ministério da Cultura, Esportes e Turismo lançou um produto de viagem (itinerários ao lado de vários vales de acomodação e aluguel) visitando os locais de filmagem da série, que inclui a Vila Jeonju Hanok, locais ao redor da Vila de Arte seohakdong e o Túnel Hanbyeokgul onde o drama foi filmado. A empresa de varejo 7-Eleven informou que as vendas de sua marca de padaria Breadum aumentaram três vezes após o aparecimento de seus produtos no drama. A empresa então anunciou em 7 de abril que a Breadum lançou dois produtos adicionais em colaboração com o drama.

## Audiência
| Ep. | Data de transmissão original | Porcentagem média de público (Nielsen Coréia) | Porcentagem média de público (Nielsen Coréia) |
| Ep. | Data de transmissão original | Nacional                                      | Seul                                          |
| --- | ---------------------------- | --------------------------------------------- | --------------------------------------------- |
| 1 | 12 de fevereiro de 2022      | 6.370% (1º)                                   | 7.799% (1º)                                   |
| 2 | 13 de fevereiro de 2022      | 8,010% (1º)                                   | 8,867% (1º)                                   |
| 3 | 19 de fevereiro de 2022      | 8,182% (1º)                                   | 8,981% (1º)                                   |
| 4 | 20 de fevereiro de 2022      | 8,787% (1º)                                   | 9,972% (1º)                                   |
| 5 | 26 de fevereiro de 2022      | 7,956% (1º)                                   | 8,960% (1º)                                   |
| 6 | 27 de fevereiro de 2022      | 9,817% (1º)                                   | 11,065% (1º)                                  |
| 7 | 5 de março de 2022           | 9,718% (1º)                                   | 10,380% (1º)                                  |
| 8 | 6 de março de 2022           | 10.900% (1º)                                  | 11,734% (1º)                                  |
| 9 | 12 de março de 2022          | 10,662% (1º)                                  | 12,043% (1º)                                  |
| 10 | 13 de março de 2022          | 10,879% (1º)                                  | 12.660% (1º)                                  |
| 11 | 19 de março de 2022          | 10.887% (1º)                                  | 12.410% (1º)                                  |
| 12 | 20 de março de 2022          | 10.675% (1º)                                  | 12.528% (1º)                                  |
| 13 | 26 de março de 2022          | 9,927% (1º)                                   | 11.001% (1º)                                  |
| 14 | 27 de março de 2022          | 10.308% (1º)                                  | 11.451% (1º)                                  |
| 15 | 2 de abril de 2022           | 9.592% (1º)                                   | 10.302% (1º)                                  |
| 16 | 3 de abril de 2022           | 11.513% (1º)                                  | 12.636% (1º)                                  |
| Média | Média                        | %                                             | %                                             |
| - Na tabela acima, os números azuis representam a menor audiência e os números vermelhos representam a maior audiência. - Esse drama está sendo transmitido via TV a cabo, que normalmente tem uma audiência relativamente menor em comparação com as emissoras de TV aberta/públicas. (KBS, SBS, MBC and EBS). |                              |                                               |                                               |

## Prêmios
| Cerimônia de Premiação | Ano  | Categoria                                  | Nomeado(a)                           | Resultado | Ref.          |
| ---------------------- | ---- | ------------------------------------------ | ------------------------------------ | --------- | ------------- |
| APAN Star Awards       | 2022 | Prêmio Top Excellence, Atriz em Mini-série | Kim Tae-ri                           | Indicado  | [ 29 ]        |
| APAN Star Awards       | 2022 | Ator Revelação                             | Choi Hyun-wook                       | Indicado  | [ 29 ]        |
| APAN Star Awards       | 2022 | Melhor Trilha Sonora                       | DK (Seventeen) — "Go!"               | Indicado  | [ 30 ]        |
| APAN Star Awards       | 2022 | Melhor Trilha Sonora                       | Jihyo (Twice) — "Stardust Love Song" | Indicado  | [ 30 ]        |
| APAN Star Awards       | 2022 | Melhor Trilha Sonora                       | Taeil (NCT) — "Starlight"            | Indicado  | [ 30 ]        |
| APAN Star Awards       | 2022 | Popularity Star Award, Actress             | Kim Tae-ri                           | Indicado  | [ 30 ]        |
| Baeksang Arts Awards   | 2022 | Melhor Drama                               | Twenty-Five Twenty-One               | Indicado  | [ 31 ] [ 32 ] |
| Baeksang Arts Awards   | 2022 | Melhor Atriz                               | Kim Tae-ri                           | Venceu    | [ 33 ]        |
| Baeksang Arts Awards   | 2022 | Atriz mais popular                         | Kim Tae-ri                           | Venceu    | [ 34 ]        |
| Baeksang Arts Awards   | 2022 | Ator revelação                             | Choi Hyun-wook                       | Indicado  | [ 31 ]        |